# Bitwa pod Łętownicą i Andrzejewem

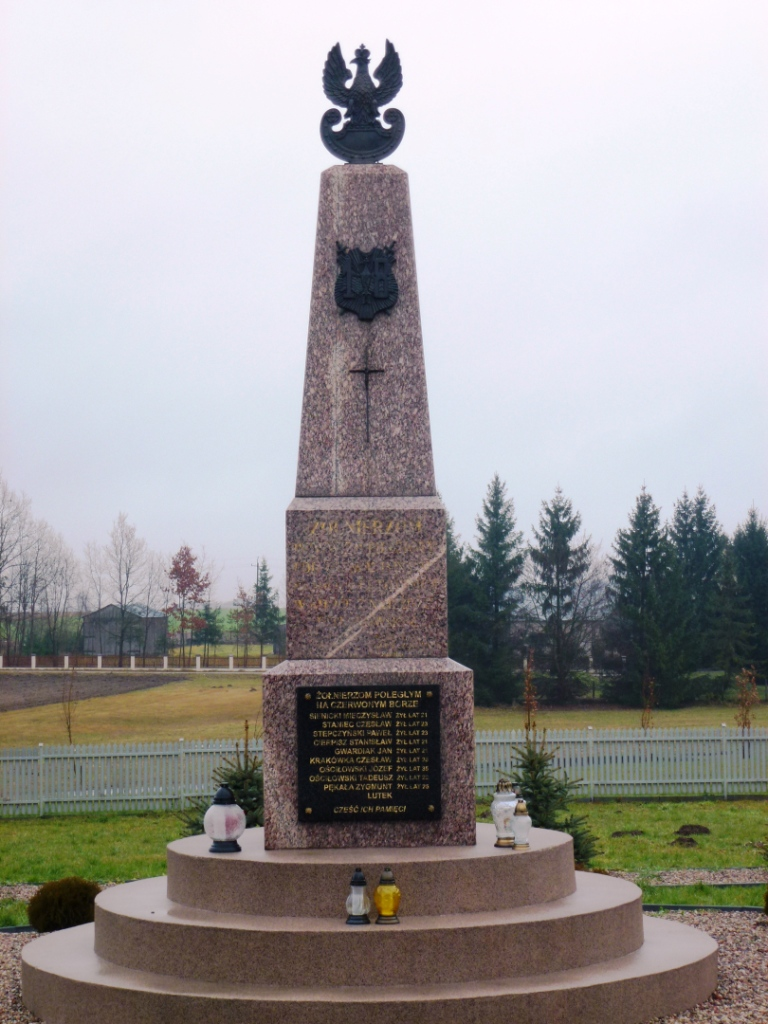
Pomnik żołnierzy 18 DP w Łętownicy

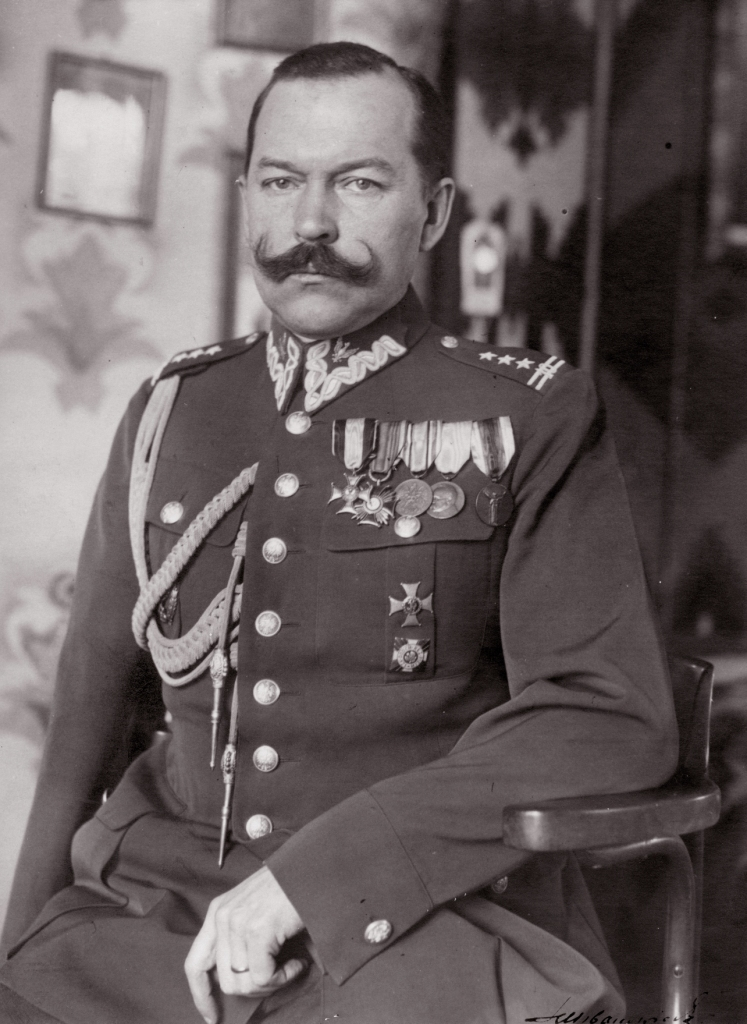
płk dypl. Stefan Kossecki

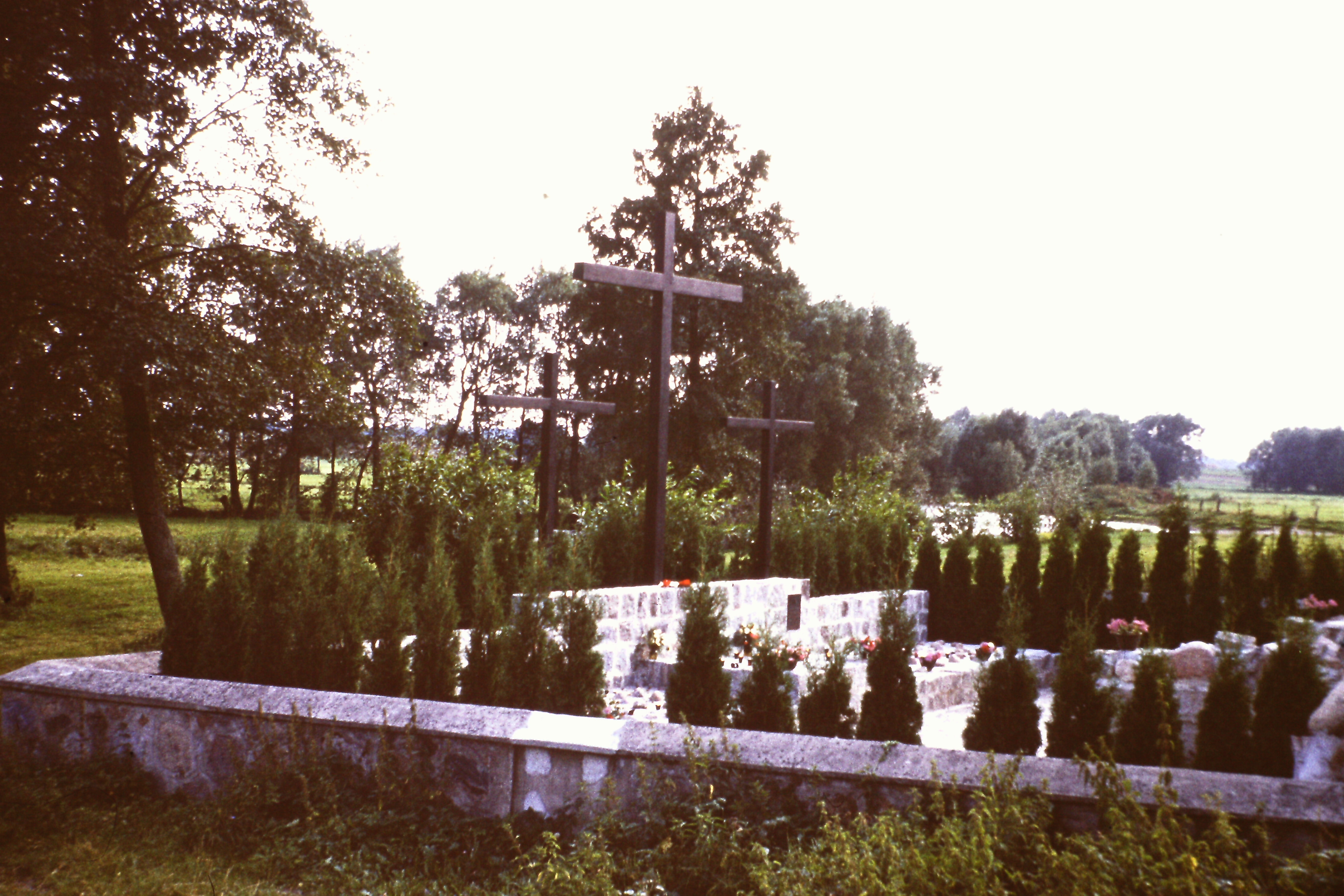
Andrzejewo – Mauzoleum 18 DP 1975

Bitwa pod Andrzejewem i Łętownicą – wrześniowe walki 18 Dywizji Piechoty Wojska Polskiego przebijającej się za Bug z wojskami III Rzeszy.
11 września 1939 oddziały 18 Dywizji Piechoty, dowodzonej przez płk dypl. Stefana Kosseckiego, podjęły próbę wyjścia z okrążenia uderzając na Zambrów. Całodzienna walka 71 pułku piechoty na głównym kierunku i 33 pułku piechoty na kierunku pomocniczym nie przyniosła oczekiwanych rezultatów. Wobec powyższego dowódca Samodzielnej Grupy Operacyjnej „Narew” gen. Czesław Młot-Fijałkowski nakazał płk. Stefanowi Kosseckiemu oderwać się od nieprzyjaciela i przez Łętownicę i Andrzejewo maszerować w kierunku miejscowości Nur, gdzie znajdował się most na Bugu. W nocy z 11 na 12 września pancerno-zmotoryzowane jednostki niemieckie okrążyły maszerującą na południe polską dywizję. Próby przebicia się jednostek polskich przez oddziały niemieckie nie powiodły się. W walce zginął dowódca piechoty dywizyjnej płk Aleksander Hertel, dowódca dywizji pułkownik Stefan Kossecki został ciężko ranny, a 18 Dywizja Piechoty została rozbita.

## Ocena położenia wojsk
Strona niemiecka
Dowództwo 18 DP oceniało, że w tym rejonie operowały dwa pułki z 20 Dywizji Zmotoryzowanej i co najmniej batalion czołgów z 10 Dywizji Pancernej, a w Czyżewie i Dmochach znajdował się zmotoryzowany oddział niemieckiej piechoty. Również Długobórz i Szumowo były obsadzone przez niemiecką piechotę, wspieraną przez artylerię.
Po bitwie o Zambrów Niemcy bardzo szybko zareagowali na próby przebicia się dywizji na południe. W nocy z 11 na 12 września przegrupowali siły i dążyli do okrążenia, a następnie zniszczenia polskiej dywizji. W tym celu oddziały niemieckiej 20 DZmot z częścią 10 DPanc. przeszły z Zambrowa i Czyżewa w kierunku Andrzejewa, 21 DP wysłała z rejonu Śniadowa w kierunku na Srebrną silny oddział wydzielony, a 206 Dywizja Piechoty zamknęła od strony południowo-zachodniej pierścień okrążenia w rejonie Małkinia–Nur.
Strona polska – oddziały 18 DP
Po nieskutecznych próbach odblokowania dróg odwrotu na południowy wschód w rejonie Zambrowa 18 Dywizja Piechoty w nocy z 11 na 12 września porządkowała swoje oddziały i zamierzając ominąć miasto rozpoczęła marsz przez Andrzejewo – Czyżew na Nur. Od 12 września oddziały dywizji porządkowały się na osiągniętych nocnym marszem rejonach:
- 33 pułk piechoty i 9 bateria 18 pułku artylerii lekkiej miały osłaniać natarcie wojsk niemieckich z kierunku Zambrowa, I batalion rozlokowano w rejonie wsi Ostrożne, II batalion w rejonie Długoborza, a III batalion w Grzymałach,
- 42 pułk piechoty i 4 bateria 18 pal zajęły stanowiska w rejonie Srebrnej,
- 71 pułk piechoty ulokowano w Łętownicy,
- 18 dywizjon artylerii ciężkiej i II dywizjon 18 pal zajął pozycje w lesie obok wsi Drogoszewo.

Strona polska – sąsiedzi
Od 15.00 11 września brak było jakiejkolwiek łączności z dowództwem Samodzielnej Grupy Operacyjnej „Narew” oraz z Suwalską i Podlaską brygadą kawalerii. Dywizja pozostała w całkowitym odosobnieniu.

## Działania dywizji w rejonie Łętownicy i Andrzejewa
O 15.00 11 września dowódca 18 DP płk Stefan Kossecki otrzymał od dowódcy SGO „Narew” gen. bryg. Czesława Młot-Fijałkowskiego rozkaz przerwania działań zaczepnych na Zambrów i wycofania się nocą przez Andrzejewo i Czyżew na Nur. Walki trwały jeszcze do wieczora. Wraz z zapadnięciem zmroku oddziały niemieckie cofnęły się na północny skraj Zambrowa. Polskie oddziały rozpoczęły formować kolumny marszowe i o wyznaczonych godzinach rozpoczęły marsz, podczas którego Niemcy zaatakowali kolumnę II/71 pp. Zostali jednak odrzuceni zdecydowanym przeciwdziałaniem ogniowym polskich żołnierzy. Zaatakowany został także formujący kolumny III/42 pp z 3 baterią 18 pal. Po krótkiej obronie utracił on zdolność bojową, a żołnierze w panice rozproszyli się.
Pierwsze natarcie na Andrzejewo
Rano 12 września do Łętownicy przybył wraz ze sztabem dowódca 18 DP płk Kossecki. Dysponował on tylko częścią oddziałów dywizji, znajdujących się w bezpośrednim zasięgu jego dowodzenia, a mianowicie: resztkami trzech pułków piechoty (razem około 6–8 kompanii strzeleckich), częściowo pododdziałami samodzielnymi, plutonami i kompaniami specjalnymi oraz częścią artylerii (18 dział). Z pozostałymi oddziałami dywizji nie było łączności.
Około 8.30, prowadzący rozpoznanie na kierunku Andrzejewa por. Roszkowski poinformował sztab dywizji o ruchach niemieckich wojsk na kierunku Czyżew – Andrzejewo. Wobec zagrożenia dróg odwrotu dywizji, płk Kossecki zdecydował natychmiast uderzyć na Andrzejewo. Około 9.00 zebrał w Łętownicy oddział w sile około batalionu, który składał się z żołnierzy 71 pułku piechoty oraz batalionu ON „Ostrołęka” i osobiście poprowadził go do natarcia. Wsparcie ogniowe miał zapewnić 18 dac i II/18 pal.
Por. Władysław Wujcik, oficer łączności 18 pal, tak relacjonuje przebieg walki:

„Wzmocniony ogień 6 baterii plutonem z 5 baterii obezwładnia środki ogniowe wroga. Własna piechota osiąga stok wzniesienia na północy od m. Andrzejewo. W tym momencie wyszedł kontratak nieprzyjaciela, wsparty silniejszym niż dotychczas ogniem moździerzy i artylerii. Płk Kossecki – prowadzący natarcie w pierwszej linii, w rogatywce i widoczny z daleka, pada ścięty ogniem ckm. Własne oddziały, pozbawione dowódcy, zaczęły się cofać. Bateria kładzie silny ogień zaporowy. Nagle ogień baterii zostaje przerwany. Na moje pytanie: dlaczego bateria nie strzela, krótka odpowiedź: lotnik nad stanowiskiem. Na to poszła w eter soczysta wiązanka żołnierskich słów, ponaglających do natychmiastowego otwarcia ognia. Po kilku minutach wznowiony gwałtowny ogień baterii powstrzymał i przygwoździł kontratak niemiecki oraz osłonił już rozpoczęty paniczny odwrót naszego oddziału. Zdziesiątkowany oddział spłynął na południowy skraj m. Łętownica, gdzie już zdążono sformować nową linię oporu”.

Wycofujący się z pola walki dowódca plutonu ckm baonu ON sierż. Karcz zameldował szefowi sztabu dywizji ppłk Kazimierzowi Pluta-Czachowskiemu, że płk Kossecki został ciężko ranny i zmarł na jego rękach. Ciało zostało na przedpolu. Przed utratą przytomności dowódca dywizji wydał ostatni rozkaz: dowództwo dywizji ma objąć płk Hertel. Dywizja nie może się poddać. Ma walczyć do wieczora, a potem przebijać się choćby pojedynczo. Na wezwanie szefa sztabu, do zabrania ciała dowódcy dywizji z pola walki, zgłosiło się ok. 20 ochotników, którzy pod dowództwem podchorążego wyruszyli w tyralierze wzdłuż drogi polnej z Łętownicy do Andrzejewa. Jednak po przejściu ok. 1 km, w wyniku zmasowanego ognia karabinów maszynowych nieprzyjaciela, żołnierze zalegli.
Drugie natarcie na Andrzejewo
Około 11.00 płk Aleksander Hertel przejął dowodzenie dywizją i zdecydował ponowić natarcie na Andrzejewo całością posiadanych sił. Zamierzał, pod osłoną ognia artylerii, obejść z lewej strony Andrzejewo i wyjść na Nur.
W miejsce poległych w walkach dowódców pododdziałów, dowodzenie w natarciu przejęli oficerowie sztabu dywizji:
- kpt. Jerzy Palęcki objął dowodzenie pododdziałami rozmieszczonymi we wschodniej części Łętownicy,
- ppłk Kazimierz Pluta-Czachowski miał dowodzić oddziałami w środkowej i zachodniej części Łętownicy,
- kpt. Leonard Bartoszewicz oddziałami odwodowymi.

Bezpośrednie wsparcie artylerii miały zapewnić:
- 6 bateria 18 pal, wzmocniona plutonem z 5 baterii 18 pal – z dotychczasowych stanowisk ogniowych na południowym skraju lasu Drogoszewo,
- 18 dac – ze stanowisk ogniowych: bateria haubic 155 mm ok. 150–200 m za stodołami w środkowej części Łętownicy, bateria armat 105 mm ok. 800 m na północ od Łętownicy,
- pluton artylerii piechoty 33 pp i działon haubic 100 mm z 7 baterii 18 pal ze stanowisk 200 m na północ od środkowej części Łętownicy
- trzy działa artylerii plot. ze stanowisk otwartych na południowym skraju Łętownicy.

Natarcie wznowiono o 14.30. Wspierana ogniem artylerii piechota odrzuciła Niemców z zajmowanych przez nich stanowisk i atakowała dalej. W tym czasie lekarz III/71 pp dotarł z patrolem sanitarnym do ciała dowódcy dywizji i stwierdził, że płk Kossecki daje oznaki życia. Dowódca dywizji przetransportowany został na punkt opatrunkowy w Łętownicy, gdzie po zabiegach reanimacyjnych odzyskał przytomność. Około 15.00 niemiecki koncentryczny kontratak zatrzymał polskie natarcie i odrzucił polskich piechurów poza pasma wzniesienia 134. Tu nieprzyjaciel został zatrzymany ogniem artylerii i ciężkiej broni maszynowej piechoty. Po godzinie Niemcy wznowili natarcie z kierunku Andrzejewa, ale skoncentrowany ogień 18 dac i 18 pal wstrzymał je w miejscu. W wyniku skutecznego ognia artylerii, piechota poderwała się do ataku i około 16.30 odrzuciła nieprzyjaciela poza wzg. 134, uzyskując ponownie wgląd na Andrzejewo. W tym czasie Niemcy wprowadzili do walki nowe oddziały i zmasowanym ogniem artylerii i ciężkiej broni piechoty zatrzymali natarcie. W walce został ranny w stopę płk Hertel.
Walki na północ od Łętownicy
Od rana 12 września trwały też walki na północ od Łętownicy. Około 14.00 Niemcy zajęli Srebrny Borek. Wyprowadzony kontratak siłami 33 pułku piechoty odrzucił Niemców ze wsi. Niemcy z powodzeniem wprowadzili do walki świeże jednostki i odbili wieś, a pododdziały polskie odeszły na południe, by po chwili po raz kolejny kontratakować. W walce tej poległ dowódca III/ 33 pp, mjr Józef Sikora. Ostatni tego dnia kontratak, poprowadzony przez dowódcę 33 pp ppłk Lucjana Stanka, doprowadził do odzyskania wsi.
Około 11.00 niemiecka piechota zmotoryzowana zaatakowała II batalion 42 pp, zdobywając Srebrną. Otoczony batalion bronił się aż do zmroku, po czym nocnym atakiem na bagnety przedarł się do lasów Czerwonego Boru. Około 18.00 Niemcy uderzyli ze Srebrnej w kierunku na zachodni skraj Łętownicy. Resztki oddziałów 42 pp, pod dowództwem ppłk. Wacława Malinowskiego, przeszły do kontrataku. Niemcy zostali odrzuceni aż do Srebrnej. Działanie było prowadzone równolegle z ostatnim kontratakiem 33 pp na Srebrny Borek. Po wschodniej stronie 33 pułku piechoty nieprzyjaciel przeprowadził natarcie na oddziały dywizji we wschodniej części Łętownicy. Natarcie to było skoordynowane z uderzeniem na odcinek broniony przez oddziały 33 pp. Kontratak, przeprowadzony z Łętownicy przez improwizowany oddział kpt. dypl. Ludwika Hodakowskiego, odrzucił natarcie niemieckiej piechoty aż za szosę Czyżew – Zambrów. Z zapadnięciem zmroku zamknął się pierścień niemieckiego okrążenia wokół walczących resztek 18 Dywizji Piechoty.
Trzecie natarcie na Andrzejewo
Około 20.00 płk Hertel, na odprawie z oficerami znajdującymi się w Łętownicy, wydał rozkaz nocnego natarcia na Andrzejewo i utorowania sobie drogi siłą. Sformowano oddział uderzeniowy liczący około 500 ludzi, z dwoma działkami przeciwpancernymi i kilkoma ciężkimi karabinami maszynowymi. Dowództwo nad nimi objął płk Hertel. Oddział miał nacierać wzdłuż drogi Łętownica – Andrzejewo i otworzyć drogę pozostałym jednostkom dywizji. W ślad za oddziałem uderzeniowym miała przejść kolumna resztek artylerii pod dowództwem ppłk. Władysława Brzozowskiego oraz kolumna służb i taborów z rannymi pod dowództwem mjr. Edwarda Szmoniewskiego. Oddziały ppłk. Malinowskiego (resztki 42 pp) oraz ppłk. Stanka (resztki 33 pp) otrzymały rozkaz przebijania się na własną rękę i kierowania się w rejon miejscowości Nur.
Około 22.00 oddział uderzeniowy wyruszył w kierunku Andrzejewa. Po krótkim marszu wpadł w zasadzkę ogniową. Poległo wielu żołnierzy, m.in. płk Hertel, kpt. dypl. Hodakowski i kpt. dypl. Kazimierz Karpiński. Resztki oddziału wycofały się do Łętownicy.
Oddziały, które wyszły z okrążenia
Po ostatnim zorganizowanym natarciu żołnierze otrzymali rozkaz przebijania się na własną rękę, w wyniku którego z okrążenia wydostały się następujące grupy:
- grupa około 100 ludzi z prawego skrzydła, dowodzona przez oficera kompanii asystencyjnej, przedarła się obok Ruskołęk i dołączyła do 33 Dywizji Piechoty,
- kawaleria dywizyjna por. Roszkowskiego dołączyła do 5 pułku ułanów w rejonie Dąbrowy Wielkiej,
- grupa około 400 ludzi pod dowództwem ppłk. Stanka przedarła się do rejonu Zaręby Kościelne, gdzie 13 września została rozbita w walce z niemiecką 206 Dywizją Piechoty. Część grupy z dowódcą pułku ppłk. Stankiem pomaszerowała w kierunku miejscowości Nur.
- grupa 120 żołnierzy dowodzona przez ppłk. Malinowskiego, zebrana po kontrataku na Srebrną, przebiła się do rejonu Dąbrowa Wielka do Suwalskiej BK,
- grupa mjr. Stefana Drewnowskiego przebiła się do lasów Czerwonego Boru i doszła do Rudek, gdzie 14 września została całkowicie rozbita,
- grupa szefa sztabu 18 DP ppłk. Pluty-Czachowskiego, licząca 300 ludzi, przebijająca się do rejonu Dąbrowa Wielka, została 13 września rozbita. Następnego dnia resztki grupy z szefem sztabu połączyły się z pozostałością grupy ppłk. Stanka i razem przeprawiły się przez Bug, dołączając następnie do 41 Dywizji Piechoty,
- III batalion 42 pp w godzinach popołudniowych 12 września wyruszył do rejonu Sierzputy-Marki. O świcie 13 września został ostrzelany ogniem z ckm. Resztki pododdziałów przebiły się w rejon lasów Czerwonego Boru.

Kapitulacja
Wobec beznadziejnej sytuacji tysięcy rannych żołnierzy oraz wyczerpania amunicji, dnia 13 września o godz. 5.00, dowódca 18 pal ppłk Witold Sztark, jako najstarszy stopniem z pozostałych w Łętownicy oficerów, wysłał do Niemców parlamentariuszy. Po przerwaniu walki, około 7.00, nastąpiła kapitulacja pozostałych w Łętownicy resztek 18 Dywizji Piechoty. W rejonie Łętownica – Andrzejewo Niemcy zastali kolumny taborowe dywizji z ponad 5 tysiącami rannych, niewielką ilość zdrowych żołnierzy i około tysiąca woźniców cywilnych. Komunikaty niemieckie z 14 września podały, że w rejonie walk pod Zambrowem zdobyto wiele sprzętu bojowego i wzięto do niewoli 6 tysięcy żołnierzy.

## Epilog
18 Dywizja Piechoty, która podczas wycofywania się spod Zambrowa została otoczona przez nieprzyjaciela i samotnie prowadziła dramatyczny bój o wyjście z okrążenia, w bitwie pod Łętownicą i Andrzejewem została ostatecznie rozbita i już nie odtworzona. Swoim działaniem opóźniła jednak marsz niemieckiej 20 Dywizji Zmotoryzowanej i 10 Dywizji Pancernej w kierunku na Brześć.
Po kapitulacji, wziętych do niewoli żołnierzy zgromadzono na targowisku w Andrzejewie, a potem na placu koszarowym w Zambrowie. Byli głodni i kompletnie wyczerpani. W nocy z 13 na 14 września, gdy wszyscy jeńcy leżeli pokotem, wpadły na nich głodne i nie pojone konie. Powstał popłoch. Niemcy otworzyli ogień z broni maszynowej do wstających, zabijając i raniąc wielu. Ranni jęczeli do rana bez żadnej pomocy. Po kilku dniach całe zgrupowanie odesłano pod eskortą do Dłutowa, stąd odwieziono ich do Kętrzyna, a potem do Stabławki.

## Pamięć o bitwie
Mogiły żołnierzy

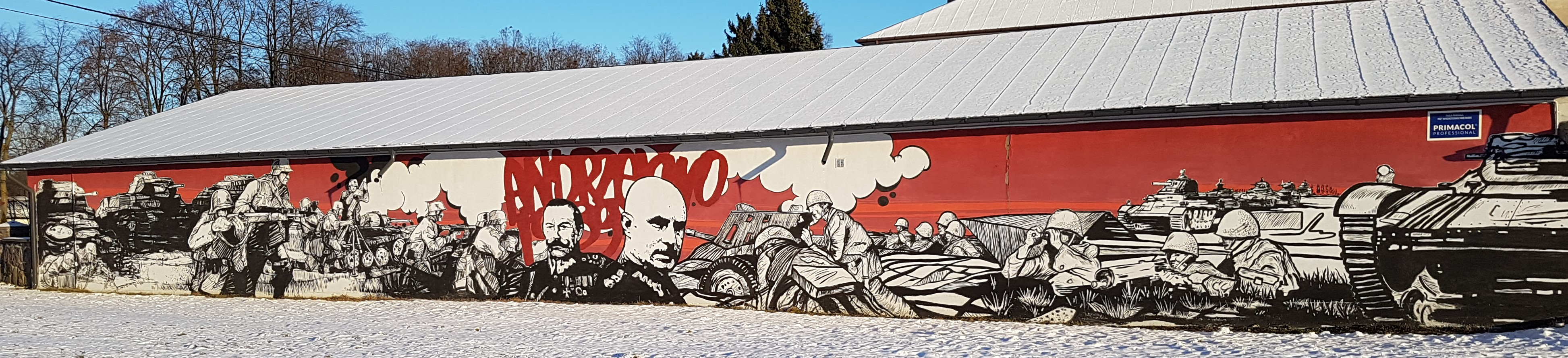
Mural w Andrzejewie

Większość ciał poległych żołnierzy została złożona na cmentarzu w Andrzejewie. W październiku 1943 na zbiorowej mogile postawiono brzozowy krzyż, sporządzono obramowanie oraz położono cementowy krzyż w kształcie Krzyża Virtuti Militari. Po drugiej wojnie światowej groby ogrodzono siatką i postawiono trzy krzyże. W 1961 mogiła została otoczona kamiennym parkanem i włączona w obręb cmentarza.
Murale
W Łętownicy

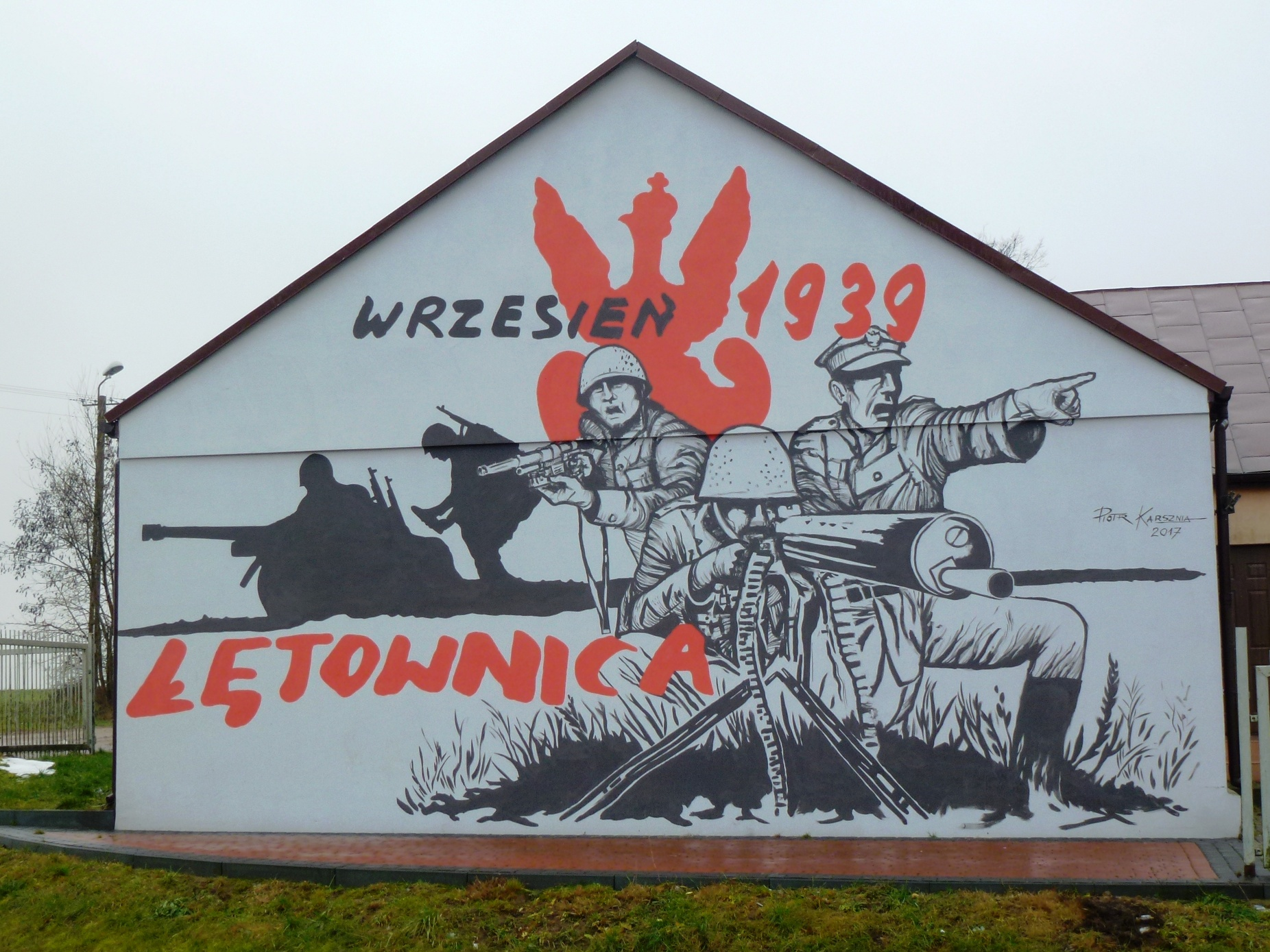
Mural w Łętownicy

17 września 2017 r., na szczycie budynku remizy Ochotniczej Straży Pożarnej w Łętownicy, odsłonięto mural upamiętniający walki pod Łętownicą i Andrzejewem. Autorem i wykonawcą projektu jest Piotr Karsznia.
W Andrzejewie
W czerwcu 2016 r. Fundacja „Gdańska Szkoła Muralu” przygotowała projekt i wykonała mural na ścianie jednego z budynków gospodarczych znajdujących się obok terenów rekreacyjnych przy ul. Krzyckiego.
Mural zajmuje powierzchnię około 100 m². W jego centralnej części umieszczono twarze pułkownika Stefana Kosseckiego i pułkownika Aleksandra Hertla. Po bokach namalowano inne motywy wojenne z tamtego okresu. Wykonanie koordynowali: Rafał Roskowiński i Piotr Karsznia.